# Sandy & Junior: Aventura Virtual
Sandy & Junior: Aventura Virtual é um jogo de stealth e ação e aventura desenvolvido pela empresa brasileira Green Land Studios e publicado pela Brasoft, estrelando a dupla de cantores pop Sandy & Junior.

## Sinopse
Um programa foi executado em um dos computadores da universidade onde Sandy e Junior estudam. Na verdade, é um poderoso vírus que destruirá todas as informações dos computadores e se espalhará pela internet em 24 horas. Entre no laboratório de informática e remova o vírus imediatamente sem que seja visto pelos seguranças e pelas câmeras. Entre nos prédios, use elevadores, dutos de ventilação, escadas, etc. Explore toda a área externa do campus. Utilize modernas tecnologias de infiltração, como óculos de visão noturna, comunicador, etc. Evite os sistemas de segurança, as câmeras de vigilância e os guardas.

## Desenvolvimento
Os desenvolvedores receberam um adiantamento de R$20.000 reais para o desenvolvimento do jogo, e o produziram trabalhando cerca de 10 horas por dia. Segundo os mesmos, a história e jogabilidade receberam inspirações da franquia de jogos Metal Gear e do filme Minority Report. Houve atenção para manter os requisitos do jogo baixos, com gráficos simples, para que ele funcionasse em computadores menos potentes. Foram utilizados gráficos com recurso de foto realismo 3D, capturando objetos reais para um melhor visual do jogo.

## Recepção
O jogo teve problemas em sua divulgação e foi criticado por conta de seus gráficos simplórios.
A publicadora Brasoft impôs uma meta de 50.000 vendas à Green Land Studios antes do lançamento. Não se sabe o número exato de cópias vendidas, mas foram possivelmente o suficiente para que o estúdio pudesse produzir outro jogo da dupla, baseado no filme Acquária, intitulado Acquária: O Jogo.